# Christophe Chaudun
Pour les articles homonymes, voir Chaudun (homonymie).
Christophe Chaudun, né le 20 novembre 1969, est un homme politique français. Il est maire de Connerré de 2008 à 2020 et éphémère sénateur de la Sarthe en 2020.

## Biographie
Membre du conseil municipal de Connerré (Sarthe) à partir de 2001, Christophe Chaudun est élu maire de la commune en 2008 et réélu en 2014. En octobre 2019, il annonce qu'il ne se représentera pas aux élections municipales de 2020, préférant se consacrer à son métier d'enseignant. 
Lors des élections départementales de 2015, il est élu conseiller départemental dans le canton de Savigné-l'Évêque, avec Isabelle Lemeunier. Il préside le groupe des élus de gauche et républicains au conseil départemental de la Sarthe jusqu'en 2019.
Devenu sénateur le 25 juin 2020 en remplacement de Nadine Grelet-Certenais, démissionnaire, il abandonne immédiatement son siège à Muriel Cabaret, suivante sur la liste PS lors des élections sénatoriales de 2014.